# Horst (Steinburg)
Horst je obec v zemském  okresu Steinburg v německé spolkové zemi Šlesvicko-Holštýnsko. Leží u dálnice A23 mezi městy Itzehoe a Elmshorn a zároveň tudy prochází železnice spojující Hamburk s Kielem. Jde o sídlo kolektivu obcí Horst-Herzhorn. První písemná zmínka o obci Horst pochází z doby kolem roku 1234. Narodili se zde například matematik Jacob Struve a mořeplavec Johannes Clauß Voß.